# Moonlite BunnyRanch
Moonlite BunnyRanch es el nombre de un rancho que actúa bajo licencia de burdel ubicado en Mound House, un área no incorporada en el condado de Lyon del estado estadounidense de Nevada, a unos 10 kilómetros al este de Carson City. Inaugurado en 1955, fue propiedad y fue operado por Dennis Hof desde 1992 hasta su muerte en 2018.

## Historia
El burdel, ahora conocido como Moonlite BunnyRanch, abrió por primera vez en 1955 como Moonlight Ranch. Hay un marcador histórico en las instalaciones, que se encuentra justo dentro de la puerta principal original de la propiedad, ya que el rancho se encuentra cerca de una parada de la línea original del Pony Express. Operó discretamente hasta 1971, cuando Nevada comenzó a regular las casas de prostitución. Dennis Hof, un cliente frecuente, compró el negocio en 1992 por 700 000 dólares e invirtió medio millón más en mejorar las instalaciones y la decoración. Posteriormente, Hof compró otro burdel cercano, entonces conocido como Madame Kitty's Fantasy Ranch, ubicado a 1,6 km de distancia. Para capitalizar mejor el nombre de la marca BunnyRanch, lo rebautizó como BunnyRanch Two en 2004. En junio de 2008, Hof lo renombró nuevamente como The Love Ranch.
Jesse Ventura, exluchador profesional y gobernador de Minnesota (1996-2003), escribió en su autobiografía de 1999 I Ain't Got Time to Bleed que visitó BunnyRanch en la década de 1970 y mantuvo relaciones sexuales allí.
En julio de 2003, el cantante de la banda de glam metal Mötley Crüe, Vince Neil, fue acusado de agresión después de que una trabajadora sexual del rancho alegara que la agarró por el cuello y la arrojó contra una pared.
En febrero de 2009, se abrió al tráfico una nueva entrada principal al Moonlite BunnyRanch con acceso directo a la US 50. Construida por el Departamento de Transporte de Nevada como una vía de acceso comercial, la nueva calle fue nombrada oficialmente BunnyRanch Boulevard por el condado de Lyon.
A principios de 2009, debido a la recesión económica, el senador estatal Bob Coffin propuso legalizar la prostitución en todo el estado a efectos fiscales. Hof apareció de manera destacada en varios informes de los medios que decían que se expandiría a Las Vegas si tuviera la oportunidad. Sin embargo, los legisladores de Nevada se negaron a considerar la propuesta de prostitución legal en todo el estado durante esa sesión legislativa.
En mayo de 2017, un hombre hizo retroceder un camión semirremolque robado a través de la puerta principal del burdel, causando daños importantes pero sin heridos.
Hof murió el 16 de octubre de 2018. En febrero de 2020, la directora financiera del club, Suzette Cole, comenzó a dirigir el burdel como fideicomisaria del patrimonio de Hof.
El estado de Nevada cerró todos los burdeles en marzo de 2020 durante la pandemia del coronavirus. Las trabajadoras sexuales de BunnyRanch demandaron al gobernador Steve Sisolak en octubre, pidiendo que se volviera a abrir el burdel o que se les permitiera trabajar desde casa.

## En los medios
El Moonlite BunnyRanch apareció en los especiales del programa documental America Undercover de HBO, en Cathouse (2002) y Cathouse 2: Back in the Saddle (2003). Esto llevó a la serie Cathouse: The Series, que se emitió en dos temporadas en 2005 y 2007. La actriz pornográfica y trabajadora del burdel Air Force Amy apareció en dichos documentales hablando sobre el trabajo en el rancho. Fue llamada "la que más ingresos ha ganado de todos los tiempos" y "la maestra del juego". También apareció en el programa de televisión de la BBC de 2004 The Brothel, sobre el mismo tema, y en el documental de 2005 Pornstar Pets. El rancho también apareció como una supuesta "casa embrujada" en un episodio de Proof Positive y se menciona con frecuencia en The Howard Stern Show, generalmente para anunciar que otra estrella porno ha comenzado a trabajar allí.
En 2008, Brooke Taylor, trabajadora sexual de Moonlite BunnyRanch, apareció en la serie web Who's Sleeping with Your Husband?, hablando con franqueza sobre las razones por las que cree que los hombres visitan burdeles y revelando los elementos más populares.

## Subasta de virginidad
En septiembre de 2008, una mujer de 22 años que se hacía llamar Natalie Dylan anunció en The Howard Stern Show que subastaría su virginidad en el sitio web BunnyRanch y que el acto se consumaría en el rancho. Una hermana de Dylan había trabajado en BunnyRanch dos años antes. Dylan tenía previsto utilizar el dinero para pagar sus estudios de finanzas en la Universidad Estatal de Sacramento y dijo "me siento con el poder porque soy pro-elección con mi cuerpo". Se reservó el derecho a rechazar al ganador de la subasta y elegir otro postor, alegando que varias ofertas habían excedido el millón de dólares. Dennis Hof iba a recibir la mitad de la oferta ganadora. Un informe de noticias en mayo de 2010 sugirió que el episodio pudo haber sido un engaño, aunque Hof insistió en que no lo era. También parece que la transacción nunca fue consumada, como dijo Hof: "No funcionó, pero ella ganó 250 000 dólares con el trato".